# Пфорцен
Пфорцен (њем. Pforzen) општина је у њемачкој савезној држави Баварска. Једно је од 45 општинских средишта округа Осталгој. Према процјени из 2010. у општини је живјело 2.126 становника. Посједује регионалну шифру (AGS) 9777158.

## Географски и демографски подаци
Пфорцен се налази у савезној држави Баварска у округу Осталгој. Општина се налази на надморској висини од 656 метара. Површина општине износи 23,7 km². У самом мјесту је, према процјени из 2010. године, живјело 2.126 становника. Просјечна густина становништва износи 90 становника/km².